# Eric Johannesen
Eric Johannesen (Oberhausen, 16 de julho de 1988) é um remador alemão, campeão olímpico.

## Carreira
Johannesen competiu nos Jogos Olímpicos de 2012 e 2016. Em sua primeira aparição, em Londres, conquistou a medalha de ouro com a equipe da Alemanha no oito com. Quatro anos depois, no Rio de Janeiro, disputou a mesma prova e obteve a medalha de prata.